# 宇宙暦
宇宙暦（うちゅうれき）とは、SFなどの架空の物語で用いられる暦。

## 宇宙暦

### スタートレックシリーズ
主人公の宇宙艦艦長が所属する惑星連邦共通の時間の表記法。スタートレックでは各エピソードの冒頭に端的な状況説明として「航星日誌の読み上げ」がよく用いられるが、その際に日誌らしい時系列表記の演出としてこの宇宙暦が利用される。なお原語ではStardateで、直訳すれば「恒星間年月日」であり「宇宙暦」といった仰々しさはない。宇宙暦は分や秒といった時間の単位は無く、小数点以下1桁までの有理数のみで時間を表す。ただしどのシリーズにおいても宇宙艦内でのクルーの実生活においては地球の西暦に基づく24時間単位の勤務シフトが使われている。

#### 22世紀
『スタートレック：エンタープライズ(ENT)』
宇宙暦という概念はあるようではあるが（ENT71話「球体創造者」）、基本的に劇中で使われることはなく航星日誌は地球暦（西暦と月日）で記入する。これはENTが惑星連邦が設立される前の時代であり、宇宙艦隊は地球の所属であるため、異星人と共用の暦を使う必要がないからである。

#### 23世紀
『宇宙大作戦(TOS)』『スタートレック：ディスカバリー(DIS)　シーズン1～2』『スタートレック：ストレンジニューワールド(SNW)』
1966年放送のTOS第2話で初登場。小数点のついた4桁の数字が話数を重ねるごとに徐々に増えていくのが特徴となっているが、明確な法則性はない。2266年のTOS第2話では宇宙暦1312.4、2269年のTOS第78話では宇宙暦5973.7、2293年のTOS最終の劇場版第6作「未知の世界」では宇宙暦9521.6である。TNGとの兼ね合いから、TOSでは宇宙暦は4桁止まりとなっている。
TOS前日譚であるDISとSNWにおいては数字が単純に時系列順に増加していくことはなく、4桁の数字が前後し複雑な計算のもとに算出される難解なものとなっている。2256年が舞台のDIS第8話では宇宙暦1308.9、第14話では少なくとも宇宙暦4851.5より後日。2259年のSNWでは1話が1739.12、2話が2912.4、3話が1224.3、4話が3177.3、5話が2341.4と順不同な数字が並び、10話においては1457.9となっている。
なおTOS日本語吹き替え版の宇宙暦は原語とは異なっており、日本での放映局である日本テレビの4チャンネルとシーズン数を合わせ、シーズン1が宇宙暦0401.0000から始まりシーズン2が0402.0000から始まる。しかしシーズン3後半には0404台や0405台が混入している。TOS第2話で宇宙暦0401.4274、第78話で0404.3072となっている。

#### 24世紀以降
『新スタートレック(TNG)』『スタートレックディープ・スペース・ナイン(DS9)』『スタートレック:ヴォイジャー(VOY)』『スタートレック:ピカード(PIC)』『スタートレック：ディスカバリー(DIS)　シーズン3』『スタートレック：ローワーデッキ(LD)』
TOSより後世が舞台となったTNGでは、宇宙暦は小数点のついた5桁の数字となった。TNG以降の宇宙暦にはテレビシリーズの放映を基準にした明確な法則があり、TNGシーズン1(2364年)は宇宙暦41000.0台から始まるのであるが、これは24世紀のシーズン1という意味である。同様にシーズン2(2365年)は宇宙暦42000.0から、シーズン3(2366年)は宇宙暦43000.0から始まる。ただしTNGシーズン6と並行して開始したDS9はシーズン1が宇宙暦46000.0から、TNGの後継番組であるVOYはシーズン1が宇宙暦48000.0から始まる。
24世紀テレビシリーズ御三家TNG、DS9、VOYでの最初の宇宙暦はTNGシーズン1第1話「未知への飛翔」の宇宙暦41153.7、最終はVOYシーズン7最終話「道は星雲の彼方へ」の宇宙暦54973.4である。劇場版TNGはDS9、VOYと並行しており、「ジェネレーションズ」が宇宙暦48632.4、「ファーストコンタクト」が宇宙暦50893.5である。VOY終了後のエピソードである劇場版第10作「スタートレック：ネメシス」は宇宙暦56844.9。スタートレック世界を丁寧に描いているコメディアニメシリーズの『スタートレック：ローワーデッキ』は第1話が宇宙暦57436.2で、「ネメシス」の翌年である。
これらよりさらに後世の2399年が舞台の『スタートレック：ピカード』では、宇宙暦76000.0からとなるがシーズン1，シーズン2においては宇宙暦を言及するシーンはなく、シーズン3-4話にて宇宙暦78183.1とされた。23世紀中期を舞台としていた『スタートレック:ディスカバリー』はシーズン3から3188～3189年が舞台となり、DIS32話では宇宙暦865211.3であった。
- TNG : 41000.0～47999.9
- DS9 : 46000.0～52999.9
- VOY : 48000.0～54999.9
- 劇場版TNG : 48000.0～56999.9
- LD : 57000.0～
- PIC : 76000.0～
- DISシーズン3 : 865000.0～

### スターオーシャンシリーズ
スターオーシャンはスタートレックの世界観や科学技術をモデルにしている。演出への影響も多く、宇宙暦もその例に漏れない。西暦2090年3月7日に太陽系第3惑星の地球において制定された年号で、地球連邦及び銀河連邦の標準年号として使われる。トリラス・バークタイン博士が亜空間ワープの実験に成功した西暦2087年を宇宙暦元年として制定されている。暦の数え方は従来の地球暦と同一である。

### 銀河英雄伝説
銀河連邦及び自由惑星同盟やその理念を受け継いだ国家で用いられる暦。原作小説ではSpace Era（S.E.）、OVA版ではUniversal Century（U.C.）。銀河連邦が発足した西暦2801年を元年としている。舞台は銀河系と広範囲だが、地球で用いられたグレゴリオ暦が基本となっているため、各惑星の恒星の日の出や日の入りの繰り返しの単位が暦の1日と一致するわけではない。

### その他
- 超人ロック - 近恒星に有人調査船「インフィニット1」を派遣した[1]のを記念して西暦から変更、この年を宇宙歴0001年とした[2]。インフィニット計画は西暦2265年に始動しているが、宇宙歴0001年が西暦何年に相当するのかは不明。最終的には宇宙歴1380年までの出来事[3]が描かれたが、各エピソードの発表順は必ずしも時系列に沿ってはおらず、また、新しいエピソードの年代を設定する際に既存のエピソードの年代設定を年表上で修正することがあるため、年表の改定時期によって同一エピソードの年代設定が異なる場合や、本編の記述と年表で年代設定が矛盾する場合がある。
- 宇宙一の無責任男（無責任艦長タイラー） - 地球外惑星が地球に対して独立を宣言した際に、初めて惑星の独立思想を唱えた人物の生年（西暦1993年）を元年として計算し、西暦2093年を宇宙暦101年と改める。
- 銃夢 LastOrder - 人類初の人工衛星「スプートニク」が打ち上げられた西暦1957年を元年とする。ES（Era Sputnik）。 正式に制定されたのはES.127（西暦2083年）。地球の公転周期を基準とする。
- 宇宙家族カールビンソン - 物語の発端となる宇宙船衝突事故が「宇宙暦昭和47年」の出来事とされている。紀年法の詳細は不明。

### 非フィクションにおける宇宙暦
- 平田真夫の宇宙暦 - 政治・宗教から中立な由来をもつ暦として発案された紀年法。西暦1969年のアポロ11号の月着陸を紀元とする。
- 吉田伸夫の宇宙暦[4] - 宇宙における天文・物理現象の起きる時期に関する科学的考察のために発案された紀年法。ビッグバンを紀元とする。現代は宇宙暦138億年である。